# João Campos
João Campos (né le 22 septembre 1958) est un ancien athlète portugais spécialiste du demi-fond. 

## Palmarès

### Championnats du monde d'athlétisme en salle
- Championnats du monde d'athlétisme en salle 1985 à Paris,  France
  -  Médaille d'or sur 3000 m